# 1214
1214 (MCCXIV) je bilo navadno leto, ki se je po julijanskem koledarju začelo na sredo.

## Dogodki

### Anglo-francoska vojna (1202-1214)
- Angleško-francoska vojna doseže svoj vrhunec in razplet. Na strani Angležev se proti Francozom še pridružijo grofiji Flandrija in Boulogne, vojvodini Barbant in Zgornja Lorena ter severna Nemčija pod oblastjo rimsko-nemškega velfovskega cesarja Otona IV.
- 15. februar - Začetek angleške invazije na Francijo. Angleški kralj Ivan Plantagenet se z manjšim delom angleške vojske izkrca v pristanišču La Rochelle, grofija Poitou, da bi odvrnil Francoze od formiranja koalicijske vojske na severu Francije v Flandriji. S tem omogoči izkrcanje glavnega dela angleške vojske Viljema Longespéeja, 3. grofa Salisburyja, v Flandriji in združitev z ostalimi zavezniki, ki jih vodi cesar Oton IV.

- 2. julij - Grofija Anjou: francoski kronski princ Ludvik VIII. izzove angleškega kralja Ivana, ki pa se mu upro anžujski baroni. Kralj Ivan se je prisiljen umakniti na jug proti Gaskoniji.
- 23. julij - Francoski kralj Filip II., ki je ob odsotnosti kralja Ivana razbremenjen z juga, zbere svojo vojsko[1] na severu Francije.
- 27. julij - Bitka pri Bouvinesu: odločujoča zmaga francoske vojske pod vodstvom Filipa II. nad  koalicijo Angležev, Nemcev in severnofrancoskih upornikov. Bitka je izjemno krvava s povsem enakimi možnostmi za obe strani. Nazadnje jo odloči konj cesarja Otona IV. ki se ranjen in prestrašen skupaj s cesarjem opoteče z bojišča, kar uniči bojno moralo koalicijske vojske. Bitka ima pomembne politične posledice:
  - Francoski kralj Filip II. utrdi oblast v severni Franciji, kar je nadaljnji pomemben korak v centralizaciji monarhije v smeri kasnejšega absolutizma.
  - Angleški kralj Ivan se po opustitvi upov, da bi še kdaj osvojil Normandijo in ostale anžuvinske posesti, vojaško oslabljen vrne v Anglijo, kjer ga pričakajo nezadovoljni baroni. S francoskim kraljem skleneta mir za šest let. Magna Carta: 1215 ↔
  - Velfovski rimsko-nemški cesar Oton IV. se ves zagrenjen umakne v svoj grad Harzburg in se ne meša več v politiko. Staufovski cesar Friderik II. požanje sadove francoske zmage še po Nemčiji.

### Ostalo
- poletje - Rekonkvista: huda lakota na Iberskem polotoku, ki prizadane tako krščanske kraljevine kot tudi muslimanske Almohade. Obe vojski se izogibata odprtim bojem.
- 14. september - Kraljevina Jeruzalem: zaradi osebne zamere je umorjen latinski jeruzalemski patriarh Albert Avogadro. Nasledi ga Ralf iz Merencourta.
- 5. oktober - Po smrti kastiljskega kralja Alfonza VIII. (5. okt.) in kraljice Lenore Angleške (31. oktober) prevzame regenstvo v imenu mladega kralja Henrika I. njegova sestra Berengarija.
- 1. november - Ikonijski Seldžuki pod vodstvom sultana Kajkavsa I. osvojijo Sinopo[2], pomembno pristaniško mesto Trapezuntskega cesarstva ob obali Črnega morja. Seldžuki s tem osvojijo prvo večje pristanišče ob obali Črnega morja in prekinejo ozemeljsko obalno povezavo med Trapezuntskim in Nikejskim cesarstvom. Prav tako ujamejo cesarja Alekseja I. Trapezuntskega, a ga v zameno za tribut izpustijo.
- 4. december - Umrlega škotskega kralja Vilijema Leva nasledi Aleksander II.
- Sporazum v Nymphaeumu: Latinsko in Nikejsko cesarstvo podpišeta mirovni sporazum, ker nobena stran ni dovolj močna, da bi uničila drugo. 1224 ↔
- Svetemu Dominiku preda Devica Marija rožni venec.
- Cesarstvo Jin: džurčenski cesar Xuanzong izpogaja svobodo za visoko odkupnino in tribut. Mongoli nadzorujejo celotno severno Kitajsko razen prestolnice Peking. V mongolsko vojsko se vključijo Kitani, prej podrejeni Džurčenom.

## Rojstva
- 25. april - Ludvik IX., francoski kralj († 1270)
- 29. julij - Sturla Thordarson, islandski državnik, pisatelj († 1284)
- Izabela Angleška, hči Ivana Plantageneta, rimsko-nemška cesarica, sicilska kraljica († 1241)
- Roger Bacon, angleški učenjak, teolog, filozof, šolski prenovitelj, menih († 1294)

## Smrti
- 14. september - Albert Avogadro, latinski jeruzalemski patriarh (* 1149)
- 5. oktober - Alfonz VIII., kralj Kastilije in Toleda (* 1155)
- 31. oktober - Leonora Angleška, kastiljska kraljica, soproga Alfonza VIII. (* 1162)
- 4. december - Vilijem Lev, škotski kralj (* 1143)
- Haakon Nori, norveški jarl (* 1170)
- Henrik I. Clémenški, baron Argentana, francoski maršal (* 1170)
- Henrik VI. Braunschweigovski, pfalški grof (* 1196)
- Vilijem I. iz Cagliarija, sardinski kralj Cagliarija (* 1160)